# コペルニクス (クレーター)

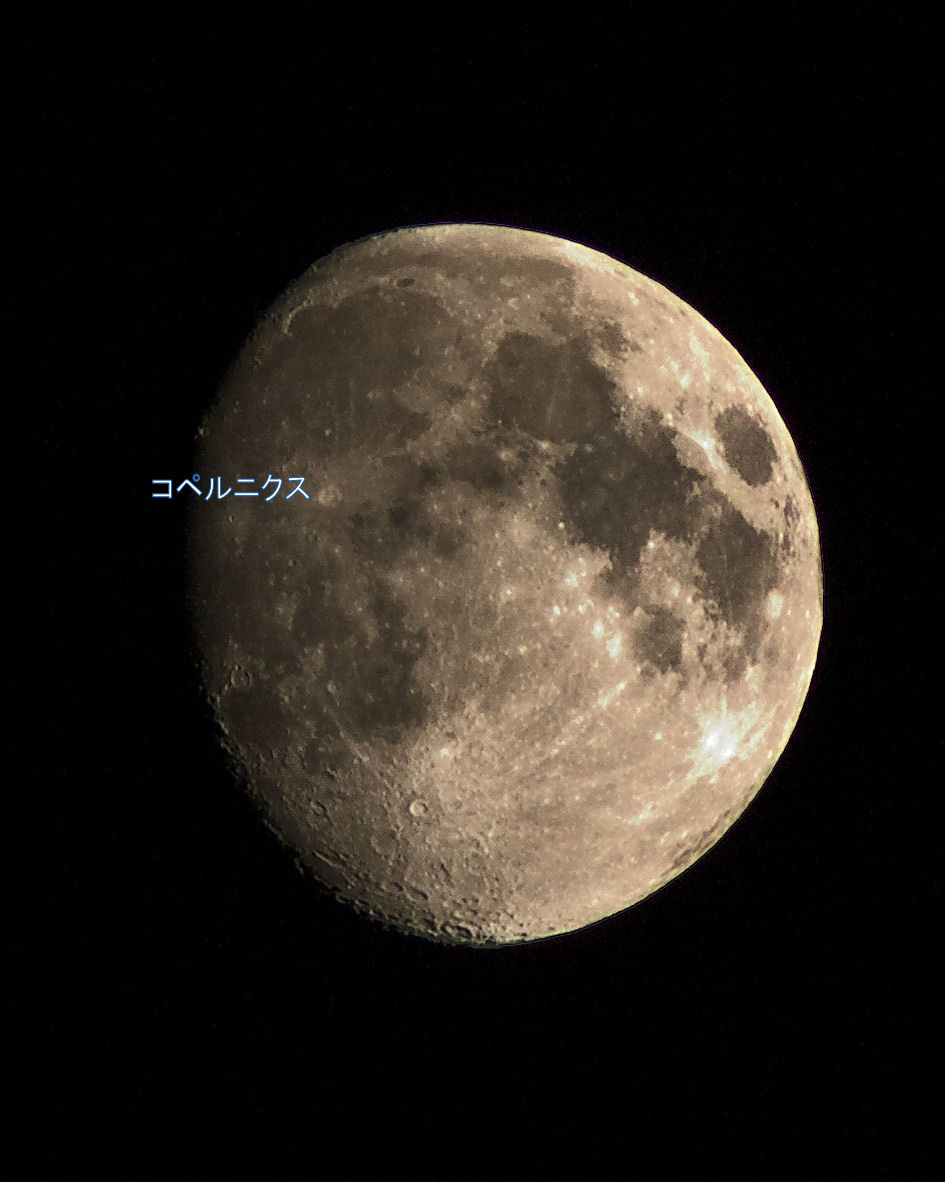
コペルニクスの位置

コペルニクス（Copernicus）は月のクレーター。嵐の大洋の東部、9.7° N, 20.0°Wに位置する直径93キロ、深さ3760メートルのクレーターで、顕著な光条を伴い、月面でよく目立つ。コペルニクス代の8億年前に形成されたと推測されている。ポーランドの天文学者ニコラウス・コペルニクス（1473-1543）にちなんで名づけられた。

## 特徴
コペルニクスは双眼鏡でも見ることができる。月の地球の方を向いた半球の中心より、少し北西に位置する。
南方には島の海が、南南西にはラインホルト (クレーター)がある。コペルニクスの北側にはカルパティア山脈が雨の海の南限をさえぎっている。また西にはまばらな丘陵地帯の向こうにケプラーが光条を放っている。比較的新しくできたクレーターなので、形成された当時の形を残している。外輪山は六角形をしており、内壁は階段状になっている。底面には高さ1200メートルほどの中央丘がいくつかある。外輪山の外側は30キロにわたる斜面となっており、周囲の海より900メートルせりあがっている。
周壁の内側には3段の段丘と、クレーターの瓦礫の崩落により生じた弓形の地崩れを見ることができる。新しくできたクレーターなので、クレーターの底面は溶岩で覆われた跡はない。
底面は南半分は丘が多く、北半分は比較的平坦である。中央丘は3つの独立の山からなり、高さは底面から1200メートル位である。
これらの山は谷によって隔てられ、東西の軸に沿って険しい線を形成している。これらの山は1980年代に赤外線による観測により、マグネシウムや鉄を含むカンラン石からなるとされた。
ルナー・オービター5号からの高精細度の画像をもとにアメリカ地質学研究チームのテリー・W・オフィールドはクレーターについて次のように述べている。
「クレーターには丘の多い縁があり、無数の大きな崩落した破片が周壁や中央丘の上に載っている。平行する割れ目のセットが月の構造的な格子に足並みをそろえている。これらはクレーターの周壁が現在の形になった後、底面の最もなめらかな物質ができるより前に形成された。･･･」

 